# Michotamia siamensis
Michotamia siamensis là một loài ruồi trong họ Asilidae. Michotamia siamensis được Tomosovic & Grootaert miêu tả năm 2003. Loài này phân bố ở miền Ấn Độ - Mã Lai.